# MOBO Awards 2010
Die MOBO Awards 2010 waren die 15. Preisverleihung des britischen Musikpreises MOBO Award. Die Preisverleihung fand am 20. Oktober 2010 in der Echo Arena in Liverpool statt. Nach 2009 war es das zweite Mal, das die Preisverleihung nicht in London stattfand.

## Preisträger
- Best Newcomer: Tinie Tempah
- Best UK Hip-Hop/Grime Act: Professor Green
- Best African Act: K'Naan
- Best Video: Tinie Tempah ft. Labrinth – Frisky
- Best Reggae Act: Gyptian
- Best Jazz Act: Empirical
- Best Gospel Act: Guvna B
- Best UK R&B/Soul Act: Plan B
- Best International Act: Eminem
- Best UK Act: JLS
- Best Song: N-Dubz ft Mr Hudson – Playing With Fire
- Best Album: JLS
- Lifetime Achievement: Billy Ocean